# Facultad de Ciencias del Deporte (Universidad de Granada)
La Facultad de Ciencias del Deporte de Granada es un centro docente universitario perteneciente a la Universidad de Granada, dedicado a la docencia e investigación de los estudios relacionados con la actividad y la salud física y el deporte. 
Fue uno de los primeros centros en España en integrar el deporte y la actividad física en el espacio universitario y contribuir a su posterior normalización y equiparación al resto de materias curriculares.
La Facultad de Ciencias del Deporte de Granada está considerada como una de las mejores de España en su campo.

## Historia

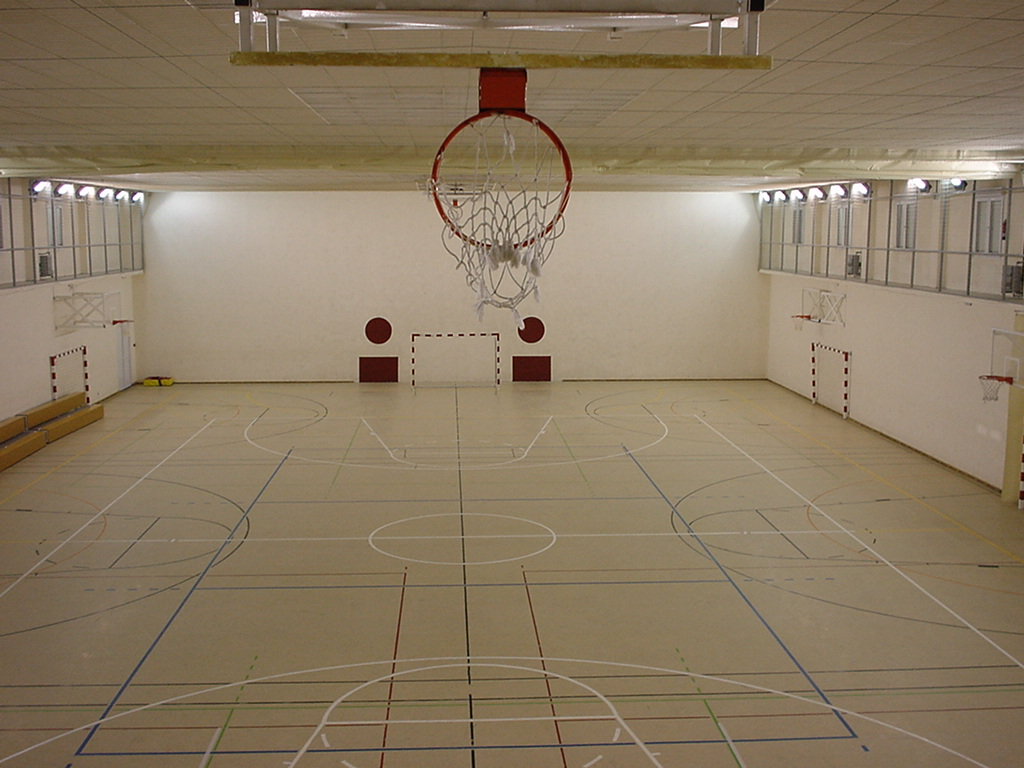
Pabellón polideportivo de la Facultad de Ciencias del Deporte de la Universidad de Granada

En 1981, a través de un Real Decreto, se establece por primera vez en España el título de Licenciado en Educación Física, por lo que un año más tarde se constituye el INEF de Granada. En 1983 el centro entra en funcionamiento y se integra en la Universidad de Granada como un centro adscrito provisional. La adscripción definitiva a la UGR no se produciría hasta 1988, cuando se transfirieron las competencias del INEF de Granada al gobierno autonómico.
En 1992, la Universidad de Granada autoriza la creación del Departamento de Educación Física y Deportiva, paralelamente la junta del centro propone el cambio de categoría y nombre del INEF de Granada al de Facultad de Ciencias de la Actividad Física y el Deporte, lo cual se aprueba por unanimidad el 24 de enero.
Un año después, en 1993, el Ministerio de Educación y Ciencia del Gobierno de España finalmente establece una titulación oficial de Licenciado en Ciencias de la Actividad Física y el Deporte, finalizando el proceso de normalización del deporte y equiparándose así al resto de materias curriculares universitarias.

## Docencia
Actualmente en la Facultad de Ciencias del Deporte de la Universidad de Granada se imparten los siguientes estudios universitarios oficiales:
- Grado en Ciencias de la Actividad Física y del Deporte
- Máster Universitario en Investigación en Actividad Física y Deporte
- Máster Universitario en Formación del Profesorado de ESO y Bachillerato (especialidad: educación física)

La facultad también oferta estudios propios de máster y posgrado.

## Instalaciones y servicios
La Facultad de Ciencias del Deporte cuenta con instalaciones que permiten el desempeño y el aprendizaje de las múltiples disciplinas deportivas que se estudian. Para la docencia teórica, la facultad cuenta con 6 aulas independientes con capacidad para media de 90 alumnos cada una y 9 aulas más repartidas en los espacios deportivos.
Para la docencia práctica, la facultad cuenta con dos pabellones polideportivos, un gimnasio de usos múltiples y otro para gimnasia artística, un campo de fútbol de hierba natural, una pista de atletismo de 300 metros de cuerda, una sala de lucha, una sala de musculación, una sala aeróbica, una sala de usos múltiples, dos pistas polideportivas al aire libre, dos pistas de tenis, pared de escalada, una piscina cubierta con tres vasos y un laboratorio con material de medición y control de las constantes y resistencia físicas.
La facultad completa sus instalaciones con otros servicios complementarios como los despachos docentes, los servicios administrativos y de secretaría, tres aulas de informática, una cafetería, una sala de lectura y una biblioteca de tres plantas con material de consulta, monografías, tesis y revistas impresas principalmente enfocadas a la temática deportiva.

## Departamentos Docentes
La Facultad de Ciencias del Deporte es la sede principal del Departamento de Educación Física y Deportiva de la Universidad de Granada. Además de este departamento, existen otros que, aunque tengan sede en otros centros de la universidad, también cuentan con actividad docente:
- Anatomía y Embriología Humana
- Bioquímica y Biología Molecular e Inmunología
- Derecho Administrativo
- Didáctica de la Expresión Musical Plástica y Corporal
- Estadística e Investigación Operativa
- Filología Griega y Filología Eslava
- Fisiología
- Fisioterapia
- Historia Antigua
- Nutrición y Bromatología
- Psicología Evolutiva y de la Educación
- Sociología

## Alumnos célebres
- Dani Rovira, cómico, monologuista español y actor.